# Herb gminy Lubanie
Herb gminy Lubanie – jeden z symboli gminy Lubanie, autorstwa Piotra Bogoty, ustanowiony 29 czerwca 2007.

## Wygląd i symbolika
Herb przedstawia na tarczy w polu niebieskim złotą mitrę z czerwonymi obszyciami a pod jej wstęgami trzy złote kule, srebrny pastorał, a pod nimi dwie srebrne linie faliste.